# Косталес, Луис
Луис Альберто Косталес Касар (исп. Luis Alberto Costales Cazar; 24 декабря 1926, Риобамба — 1 февраля 2006, там же) — эквадорский литератор, философ, историк и политик леволиберального толка.
Окончил факультет международных отношений Центрального университета Эквадора в Кито, уже в студенческие годы заявив о себе как о политическом активисте. Затем вернулся в свой родной город, где в 1959—1967 гг. возглавлял местное отделение Радикально-либеральной партии. В 1965 г. занимал должность префекта города. Затем в 1968 г. стал одним из организаторов партии Демократические левые, а в 1970 г. на её учредительном съезде был избран первым председателем партии.